# Lichtende viltbraam
Lichtende viltbraam (Rubus canduliger) is een soort uit het geslacht braam (Rubus).

## Determinatie
Lichtende viltbraam heeft een zeer forse, hoge, boogvormige kale bladloot van 6–10 mm dik. De bladloot heeft gegroefde zijden. De bladonderzijden zijn grijs- tot witviltig. Het topblaadje is dikwijls breed. De bloeiwijze is weinig bestekeld.

## Ecologie
Lichtende viltbraam komt vooral voor in mantelvegetatie van bossen en struwelen op glaciofluviale sedimenten.